# Eggcorn

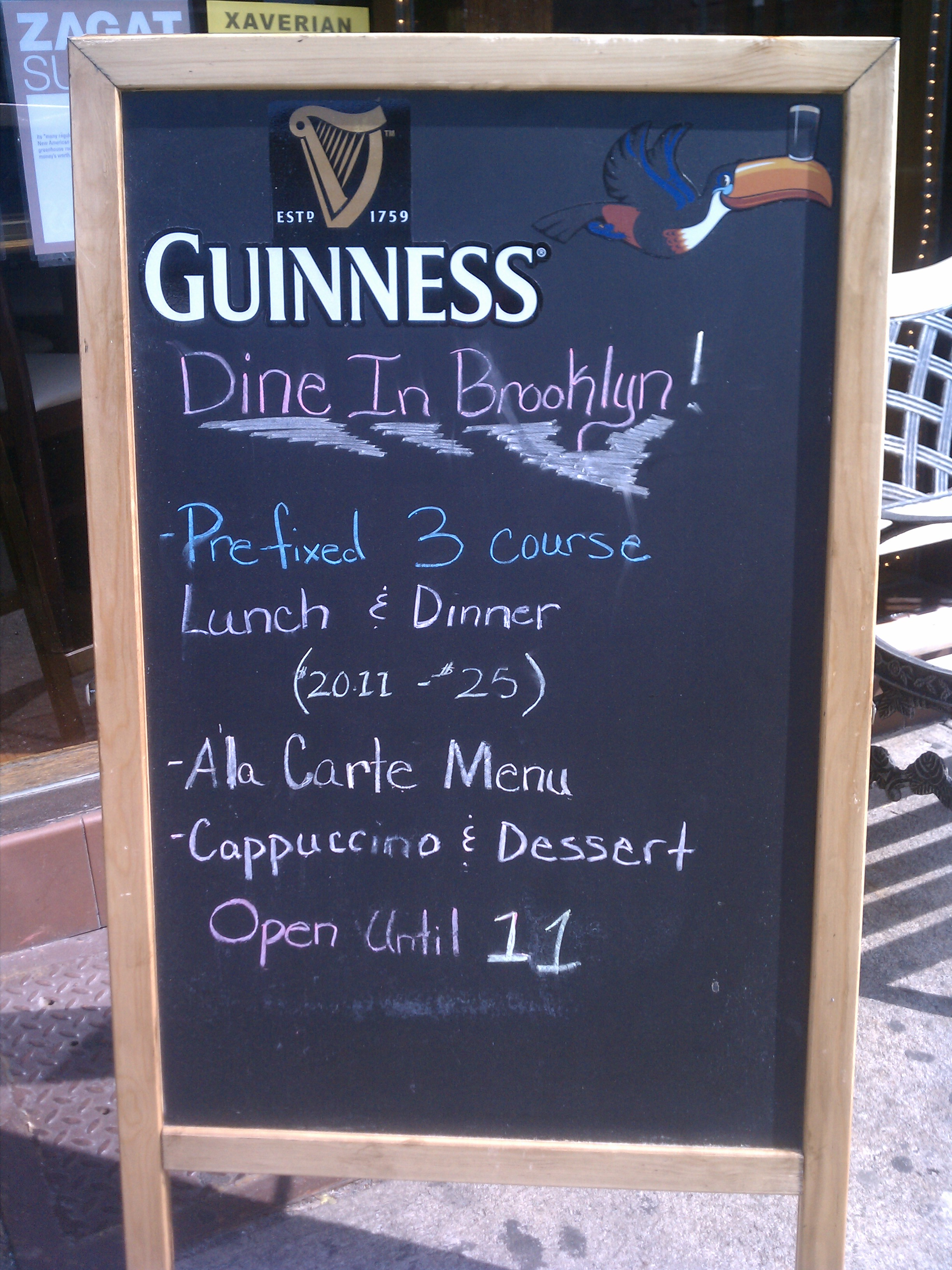
Quadro negro de um café anunciando um menu "pre fixed", (pré fixado) um eggcorn do prix fixe francês (preço fixo)

Um eggcorn é a alteração de uma palavra ou frase por meio da audição incorreta ou reinterpretação de um ou mais de seus elementos, criando uma nova palavra ou frase que é plausível quando usada no mesmo contexto. Isso cria um malapropismo – um erro de pronúncia inesperadamente adequado ou criativo. 
A palavra autológica "eggcorn" é, em si, um eggcorn, derivada da palavra "acorn" – uma bolota de formato oval. Ou um seja, eggcorn é um erro que faz mais sentido que a palavra original, criando muitas vezes um efeito cômico. Há quem chame, por exemplo a "doença de Alzheimer" de "doença dos oldtimers".

## Mudança na linguagem
Os eggcorns surgem quando as pessoas tentam usar analogia e lógica para dar sentido a uma expressão – muitas vezes uma expressão comum – incluindo um termo que não  estava presente ali. Por exemplo, a expressão padrão "in one fell swoop" (de uma vez só) costuma ser substituída por "in one foul swoop". O adjetivo raramente usado "fell" (que significa "feroz", "cruel" ou "terrível") é substituído pela palavra mais comum "foul" (falta) para transmitir o significado "cruel" da frase como o falante a entende.
Os eggcorns são fascinantes para os linguistas, pois não só mostram a mudança da linguagem em tempo real, como também podem esclarecer como e por que a mudança ocorre.

## Etimologia
O termo egg corn (mais tarde reduzido a uma palavra, eggcorn) foi cunhado pelo professor de linguística Geoffrey Pullum em setembro de 2003 em resposta a um artigo de Mark Liberman no site Language Log, um blog de linguistas. Em seu artigo, Liberman discutiu o caso de uma mulher que usou a frase egg corn para acorn, e observou que faltava um nome pra esse tipo específico de substituição. Pullum sugeriu usar o próprio eggcorn como rótulo.

## Exemplos
- "baited breath" no lugar de "bated breath"[3][6][7]
- "beckon call" no lugar de "beck and call"[8]
- "damp squid" no lugar de "damp squib"[9]
- “ex-patriot” no lugar de “expatriate”[10]
- “a posição frágil” no lugar de “a posição fetal”[11]
- "for all intensive purposes" no lugar de "for all intents and purposes" [12]
- “free reign” no lugar de “free rein”[13]
- "jar dropping" para "jaw dropping"[11]
- "just desserts" no lugar de "just deserts"[14]

## Outros fenômenos semelhantes
Eggcorns tem semelhanças com outras expressões linguísticas:
- Enquanto uma etimologia popular é uma mudança coletiva na forma de uma palavra causada por um mal-entendido da etimologia da palavra, um eggcorn pode ser limitado a uma pessoa, em vez de ser usado dentro de uma comunidade de fala.[5][3]
- Um malapropismo é um mal-entendido cômico que parte de um falante que criou uma frase sem sentido; um eggcorn, por outro lado, é uma substituição que exibe criatividade ou lógica.[16]
- Um mondegreen é uma interpretação errônea de uma palavra ou frase, geralmente presente nas letras de uma música específica, e não precisa fazer sentido dentro desse contexto.[17] Um eggcorn ainda deve manter algo do significado original,[17] como o falante o entende, e pode ser um substituto para uma frase mal compreendida, em vez de um simples mal entendido.
- Em um trocadilho, o falante ou escritor cria intencionalmente um efeito humorístico, enquanto um eggcorn pode ser usado ou criado por alguém que não sabe que a expressão não é padrão.[18]

Quando a forma falada de um eggcorn soa igual ao original, ela se torna um tipo de homófono.